# 広渡湖秀 (江戸)
広渡 湖秀（ひろわたり こしゅう、明和3年（1766年） – 文政3年1月23日（1820年3月7日））は江戸時代後期の画家。
通称を傳平次・八左衛門・多惣太と称した。名を儀、号は巌斐・巌斐道人。長崎の人。

## 略伝
長崎に生まれる。妻は大橋氏。寛政3年（1791年）までは長崎で唐絵目利職に就いており、傳平次のちに八左衛門を名乗る。その後、なんらかの理由で京都に上り江戸に出る。江戸では多惣太と名を改め、画作を行い、大窪詩仏・柏木如亭・市河米庵・太田蜀山人ら当代一流の文人・名士と交流した。
濃厚でアクの強い長崎漢画と穏やかな円山四条派が混交した独特の画風を確立した。
享年56。法名釋巌秀、墓所は 西応寺。

## 二人の湖秀
昭和56年3月、原田博二がたまたま訪れた西応寺にて偶然広渡湖秀の墓を発見。墓誌や過去帳などを調査し、生没年に30年以上の開きがあること、墓所・法名・妻の名などが異なることから、長崎で活躍した湖秀とは別人であることが判明した。
長崎の湖秀は八平次と称され、江戸の湖秀は多惣太と名乗った。
しかし、ともに湖秀・巌斐と号し、落款印の「崎陽山人」・「無声之詩」も同一。長崎に生まれ唐絵目利であった点、ともに先祖は明人浪仙一湖という人物で慶州広渡の出身としている点など共通点も見いだされる。両者になんらかの深い関係があったことは間違いない。

## 作品
- 「桃に鹿図・巌浪双鶴図」神戸市立博物館

## 脚註
1. ↑   「寛政辛亥長崎諸役分限」に広渡八左衛門の名が見える